# Rayos delta

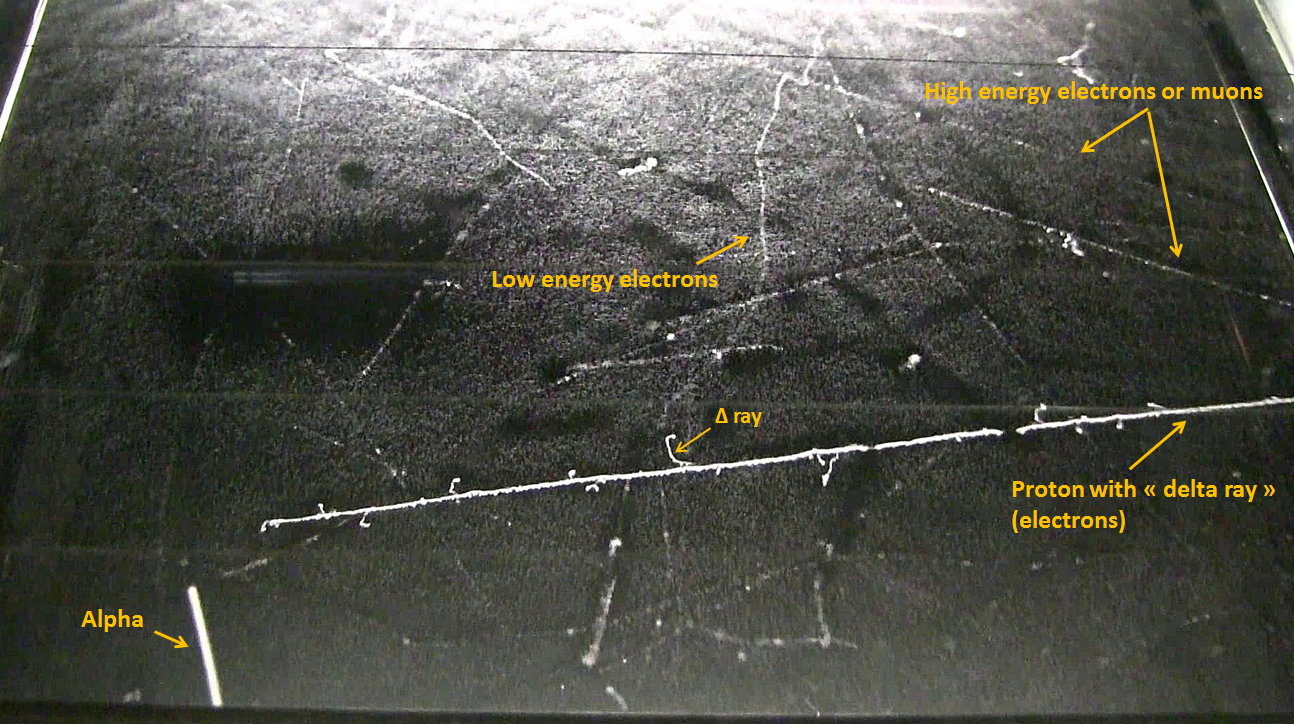
Figura 1: Imagen tomada en el Pic du Midi (a 2877 m de altitud) en una cámara de niebla Phywe PJ45 (el tamaño de la superficie es de 45 x 45 cm). Esta imagen muestra las cuatro partículas detectables en una cámara de niebla: protón, electrón, muon (probablemente) y alfa. Los rayos delta se ven asociados con la traza de los protones

Un rayo delta es un electrón secundario con suficiente energía para escapar a una distancia significativa del haz de radiación primario y producir una mayor ionización.: 25  El término se utiliza a veces para describir cualquier partícula adicional causada por ionización secundaria. El término fue acuñado por Joseph John Thomson (1856-1940).

## Características
Un rayo delta se caracteriza por estar formado por electrones muy rápidos producidos en cantidad por partículas alfa u otras partículas rápidas cargadas de energía que expulsan electrones de sus órbitas atómicas. En conjunto, estos electrones se definen como radiación delta cuando tienen suficiente energía para ionizar más átomos mediante interacciones posteriores por sí solos. Los rayos delta aparecen como ramas en la trayectoria principal de una cámara de niebla (véanse las figuras 1 y 2). Estas ramas aparecerán más cerca del inicio de la trayectoria de una partícula fuertemente cargada, donde se imprime más energía a los electrones ionizados.

## Rayos delta en aceleradores de partículas

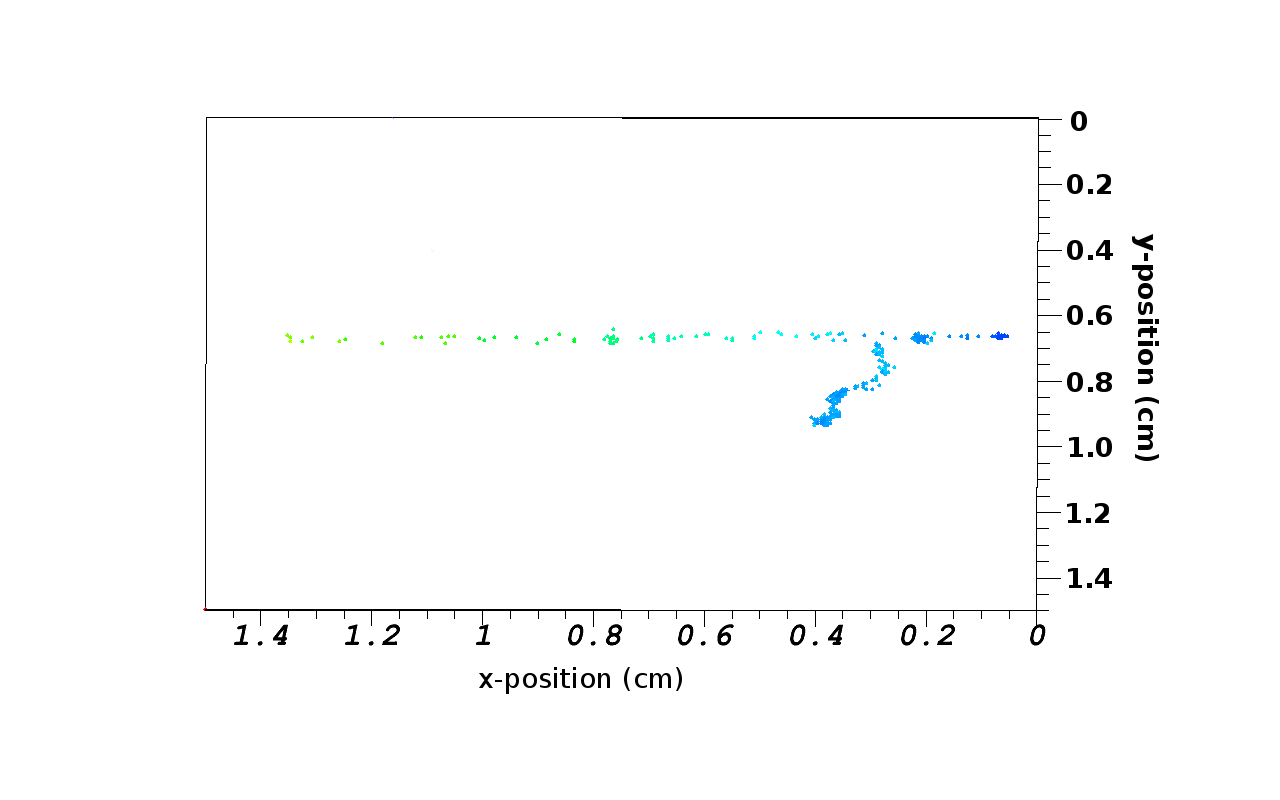
Figura 2: Una representación 3D de un electrón delta eliminado por un muon de 180 GeV, medido con un detector GridPix en el SPS del CERN. El color indica la altura

También llamado electrón de efecto en cadena, el término rayo delta también se usa en física de altas energías para describir electrones individuales en aceleradores de partículas que exhiben una desaceleración característica. En una cámara de burbujas, los electrones perderán su energía más rápidamente que otras partículas a través de la radiación de frenado y crearán una trayectoria en espiral debido a su pequeña masa y al campo magnético. La tasa de Bremsstrahlung es proporcional al cuadrado de la aceleración del electrón.

## Rayos épsilon
Un rayo épsilon o radiación épsilon es un tipo de partícula beta. Son una forma de radiación corpuscular y están compuestos por electrones. El término fue acuñado por Joseph John Thomson, pero rara vez se ha utilizado a partir de 2019.